# Medicina dello spettacolo
La medicina dell'arte e dello spettacolo è una branca della medicina (anche nota più semplicemente come “medicina dell'arte” o, in ambito accademico, come "medicina delle arti performatiche" o, frequentemente ma erroneamente, come “medicina dello spettacolo”; in inglese Performing Arts Medicine; in francese: Médecine des Arts) che si occupa dei seguenti due grandi ambiti di ricerca e di azione:
1. la prevenzione, la diagnosi, il trattamento (medico, chirurgico e/o psicologico) e la riabilitazione	delle malattie degli artisti del mondo della danza, del circo, della musica e delle arti della voce (canto, recitazione, etc.) e delle arti miste (musical, busking, etc.)[2].
2. l'elaborazione di percorsi di	ricerca umanistica per “curare l'arte” in ciò totalmente	differenziandosi dalla medicina dello sport e dalla medicina del lavoro, branche sorelle ma differenti in toto[3]. Questo secondo ambito è florido e caratterizzante gli studi e le ricerche accademiche soprattutto italiane[4] e francesi[5].

Tali linee di ricerca e di azione sono seguite sia negli ambienti clinici e negli ambulatori sia nelle aule delle accademie, dei conservatori, etc., quindi onstage - sul palcoscenico e offstage - fuori dal palcoscenico.

## Chi sono gli specialisti
In atto, tale branca della medicina è, in Italia, priva di un corso di specializzazione post lauream, pertanto di essa possono, se accuratamente formati sul campo, occuparsi medici laureati e abilitati all'esercizio della professione e logopedisti e fisioterapisti laureati ed abilitati all'esercizio della professione. Tra i medici, in genere, la professano, a volte a tempo pieno, alcuni tra i fisiatri, i foniatri, i neurologi, gli ortopedici e gli otorinolaringoiatri. 
Va, però, precisato che ormai è sempre più attestata la differenza tra le ultraspecializzazioni delle branche specialistiche di questi ultimi (chiamate in Italia, per esempio, “foniatria artistica”, “fisiatria artistica” etc.) e la medicina dello spettacolo propriamente detta, che ha significazioni almeno iperonimiche.
Va, infine, chiarito che il lavoro di un clinico medico delle arti non coincide con l'uso dell'arte e della musica a fini preventivi, diagnostici, terapeutici e/o riabilitativi. C'è, cioè, una chiara differenza, anche ai sensi di legge, dalla musicoterapia e dall'arteterapia, le quali non rientrano nelle aree cliniche riconosciute dalla medicina ufficiale e, in ogni caso, hanno filosofia di base, metodologie, prassie e fini differenti da quelli della medicina al servizio degli artisti.

## Destinatari, statistiche e tassonomia
Gli attori, i cantanti, i musicisti, i danzatori, i circensi, gli artisti di strada e tutti coloro che, a vario titolo ed a vario livello, professano le performing arts.
Escludendo quelle acute da incidenti di palcoscenico o similari, le patologie più frequenti che la medicina dello spettacolo può trattare per singola arte sono:
- per i circensi e i danzatori: problematiche ortopediche e neurologiche (incluse distonie e paralisi) e psicologiche (disturbi di attacco di panico, stage fright);
- per i cantanti/attori/doppiatori/ventriloqui: noduli cordali, polipi cordali, laringoceli, disassiamenti	aritenoidei, paralisi cordali, gastroesofagopatie, patologie	psicologiche (disturbi di attacco di panico, stage fright);
- per i musicisti: allergopatie, neuropatie periferiche, overouse	syndromes, distonia focale, patologie psicologiche (disturbi di attacco di panico, stage fright);
- per le maestranze: allergopatie, neuropatie periferiche, tumori del cavo rinofaringeo, etc.

## Storia
Sebbene sia, forse, Antifonte di Ramnunte – nella Ipotesi che si trova ad esordio della Orazione sul coreuta (412 a. C.) – uno dei primi a parlare di “cura della voce” in un'ottica che potrebbe richiamare ante litteram la medicina delle arti, è nel ventesimo secolo che un fiorire di studi settoriali o compositi ha portato alla definizione della medicina dell'arte e all'approfondimento di molti dei suoi settori. Prima, essa è come se fosse stata un tutt'uno con la medicina del lavoro, almeno da quando, nei primi anni del '700, quest'ultima è nata con Bernardino Ramazzini.

## Riviste indicizzate su PubMed
La medicina dell'arte è approfondita e trattata all'interno della rivista scientifica Medical Problems of Performing Artists, indicizzata su PubMed.

## Percorsi di Formazione Accademici
Dal 2024 in Italia, è possibile accedere al Master universitario di primo livello in medicina dell'arte performatica. Il master vede Alfonso Gianluca Gucciardo come direttore scientifico e didattico, Beppe Vessicchio come direttore artistico, e Lara Fabian come testimonial per la prevenzione e la cura degli artisti.